# Макаташкина
Макаташкина — деревня в Юргамышском районе Курганской области. До преобразования в декабре 2022 года муниципального района в муниципальный округ входила в Карасинский сельсовет.

## История
До 1917 года входила в состав Карасинской волости Челябинского уезда Оренбургской губернии. По данным на 1926 год состояла из 32 хозяйств. В административном отношении входила в состав Карасинского сельсовета Мишкинского района Челябинского округа Уральской области.

## Население
| 1989 | 2002 | 2010 |
| ---- | ---- | ---- |
| 16   | ↘1   | ↘0   |

По данным переписи 1926 года в деревне проживало 177 человек (84 мужчины и 93 женщины), в том числе: русские составляли 100 % населения.